# Canthochilum oakleyi
Canthochilum oakleyi là một loài bọ cánh cứng trong họ Bọ hung (Scarabaeidae).